# Llista de masies de la Baixa Cerdanya
Per municipi

Llista de masies i altres construccions relacionades de la Baixa Cerdanya ordenades per municipi.
Informació actualitzada per un bot. Els canvis manuals es perdran quan s'actualitzi!
| imatge | Nom                                      | instància de       | Municipi              | Elevació s.n.m. en m | estat de conservació | coordenades                                                             | Protecció                                            | Commons (més fotos)      | WD                            |
| ------ | ---------------------------------------- | ------------------ | --------------------- | -------------------- | -------------------- | ----------------------------------------------------------------------- | ---------------------------------------------------- | ------------------------ | ----------------------------- |
|        | Cal Not                                  | masia              | Alp                   |                      |                      | 42° 22′ 16″ N, 1° 54′ 10″ E / 42.3709969688632°N,1.90270631407559°E     |                                                      |                          | Modifica les dades a Wikidata |
|        | Can Borés                                | masia              | Alp                   |                      |                      | 42° 22′ 39″ N, 1° 53′ 06″ E / 42.3774623569164°N,1.88488405667433°E     |                                                      |                          | Modifica les dades a Wikidata |
|        | Caseta de Saltèguet                      | masia              | Alp                   |                      |                      | 42° 20′ 50″ N, 1° 58′ 40″ E / 42.3470875955775°N,1.97788488565105°E     |                                                      |                          | Modifica les dades a Wikidata |
|        | el Forn de Calç                          | masia              | Alp                   |                      |                      | 42° 20′ 12″ N, 1° 57′ 19″ E / 42.3367963556025°N,1.9551942919306°E      |                                                      |                          | Modifica les dades a Wikidata |
|        | la Casa Vella                            | masia              | Alp                   |                      |                      | 42° 20′ 23″ N, 1° 57′ 16″ E / 42.339841402023°N,1.95431840167107°E      |                                                      |                          | Modifica les dades a Wikidata |
|        | la Serradora del Portero                 | masia              | Alp                   |                      |                      | 42° 22′ 37″ N, 1° 53′ 00″ E / 42.3770230739785°N,1.88323990899552°E     |                                                      |                          | Modifica les dades a Wikidata |
|        | Mas de Sant Josep                        | masia              | Alp                   | 1134                 |                      | 42° 22′ 32″ N, 1° 53′ 29″ E / 42.375608°N,1.891464°E                    | bé integrant del patrimoni cultural català           | Mas de Sant Josep (Alp)  | Modifica les dades a Wikidata |
|        | Niu dels Falcons                         | masia              | Alp                   |                      |                      | 42° 20′ 36″ N, 1° 56′ 50″ E / 42.3433967204803°N,1.94720612852077°E     |                                                      |                          | Modifica les dades a Wikidata |
|        | Ca l'Agustí                              | masia              | Bellver de Cerdanya   |                      |                      | 42° 20′ 39″ N, 1° 48′ 32″ E / 42.3440414039495°N,1.80878587338332°E     |                                                      |                          | Modifica les dades a Wikidata |
|        | Ca l'Alfonso                             | masia              | Bellver de Cerdanya   |                      |                      | 42° 25′ 26″ N, 1° 48′ 08″ E / 42.4240253261219°N,1.80213086942892°E     |                                                      |                          | Modifica les dades a Wikidata |
|        | Ca la Renda (Talló)                      | masia              | Bellver de Cerdanya   |                      |                      | 42° 21′ 48″ N, 1° 46′ 51″ E / 42.36336517333984°N,1.7807350158691406°E  |                                                      |                          | Modifica les dades a Wikidata |
|        | Cal Biervet                              | masia              | Bellver de Cerdanya   |                      |                      | 42° 20′ 32″ N, 1° 48′ 29″ E / 42.3422337569626°N,1.80816445488326°E     |                                                      |                          | Modifica les dades a Wikidata |
|        | Cal Castilló                             | masia              | Bellver de Cerdanya   |                      |                      | 42° 21′ 35″ N, 1° 43′ 26″ E / 42.35965381515°N,1.7238380913822°E        |                                                      |                          | Modifica les dades a Wikidata |
|        | Cal Codolet                              | masia              | Bellver de Cerdanya   |                      |                      | 42° 22′ 47″ N, 1° 46′ 39″ E / 42.3797266933807°N,1.7775011658177°E      |                                                      |                          | Modifica les dades a Wikidata |
|        | Cal Gavarret                             | masia              | Bellver de Cerdanya   |                      |                      | 42° 20′ 16″ N, 1° 46′ 44″ E / 42.337739010588°N,1.7789057032637°E       |                                                      |                          | Modifica les dades a Wikidata |
|        | Cal Grau de Baltarga                     | masia              | Bellver de Cerdanya   |                      |                      | 42° 21′ 48″ N, 1° 48′ 31″ E / 42.363380432128906°N,1.8086190223693848°E |                                                      |                          | Modifica les dades a Wikidata |
|        | Cal Guix                                 | masia              | Bellver de Cerdanya   |                      |                      | 42° 20′ 35″ N, 1° 48′ 36″ E / 42.3429921455642°N,1.81008037176576°E     |                                                      |                          | Modifica les dades a Wikidata |
|        | Cal Manxa                                | masia              | Bellver de Cerdanya   |                      |                      | 42° 20′ 34″ N, 1° 48′ 34″ E / 42.3427257322815°N,1.80957552286214°E     |                                                      |                          | Modifica les dades a Wikidata |
|        | Cal Manxot                               | masia              | Bellver de Cerdanya   |                      |                      | 42° 21′ 44″ N, 1° 43′ 38″ E / 42.362154°N,1.727141°E                    | bé integrant del patrimoni cultural català           | Cal Manxot               | Modifica les dades a Wikidata |
|        | Cal Marcó                                | masia              | Bellver de Cerdanya   |                      |                      | 42° 20′ 28″ N, 1° 48′ 35″ E / 42.3410344583156°N,1.80975310503277°E     |                                                      |                          | Modifica les dades a Wikidata |
|        | Cal Pastoral                             | masia              | Bellver de Cerdanya   |                      |                      | 42° 20′ 34″ N, 1° 48′ 28″ E / 42.3427060563743°N,1.80768207992812°E     |                                                      |                          | Modifica les dades a Wikidata |
|        | Cal Piltre                               | masia              | Bellver de Cerdanya   |                      |                      | 42° 21′ 15″ N, 1° 43′ 40″ E / 42.3543010012091°N,1.72765321459132°E     |                                                      |                          | Modifica les dades a Wikidata |
|        | Cal Pubill                               | masia              | Bellver de Cerdanya   |                      |                      | 42° 21′ 48″ N, 1° 44′ 23″ E / 42.363204637818°N,1.73959301326491°E      |                                                      |                          | Modifica les dades a Wikidata |
|        | Cal Semió                                | masia              | Bellver de Cerdanya   |                      |                      | 42° 22′ 26″ N, 1° 45′ 59″ E / 42.373808039954°N,1.76640539253008°E      |                                                      |                          | Modifica les dades a Wikidata |
|        | Cal Serra                                | masia              | Bellver de Cerdanya   |                      |                      | 42° 19′ 06″ N, 1° 46′ 48″ E / 42.3183048696835°N,1.77990444579398°E     |                                                      |                          | Modifica les dades a Wikidata |
|        | Cal Tresa                                | masia              | Bellver de Cerdanya   |                      |                      | 42° 21′ 46″ N, 1° 46′ 52″ E / 42.362672°N,1.781079°E                    | bé integrant del patrimoni cultural català           |                          | Modifica les dades a Wikidata |
|        | Can Codina                               | masia              | Bellver de Cerdanya   |                      |                      | 42° 21′ 25″ N, 1° 44′ 31″ E / 42.356853332953°N,1.74185704662121°E      |                                                      |                          | Modifica les dades a Wikidata |
|        | Can Minguín                              | masia              | Bellver de Cerdanya   |                      |                      | 42° 22′ 28″ N, 1° 46′ 58″ E / 42.3745046100467°N,1.78270376296988°E     |                                                      |                          | Modifica les dades a Wikidata |
|        | Can Quelet                               | masia              | Bellver de Cerdanya   |                      |                      | 42° 21′ 33″ N, 1° 43′ 35″ E / 42.3590786631542°N,1.72643966627416°E     |                                                      |                          | Modifica les dades a Wikidata |
|        | Casa d'Anes                              | masia              | Bellver de Cerdanya   |                      |                      | 42° 23′ 18″ N, 1° 45′ 28″ E / 42.388207°N,1.75791°E                     | bé integrant del patrimoni cultural català           |                          | Modifica les dades a Wikidata |
|        | Casa Elies                               | masia              | Bellver de Cerdanya   |                      |                      |                                                                         | bé integrant del patrimoni cultural català           |                          | Modifica les dades a Wikidata |
|        | Casanova                                 | masia              | Bellver de Cerdanya   |                      |                      | 42° 21′ 40″ N, 1° 47′ 50″ E / 42.3611123083347°N,1.79715794305069°E     |                                                      |                          | Modifica les dades a Wikidata |
|        | l'Ingla de Baix                          | masia              | Bellver de Cerdanya   |                      |                      | 42° 19′ 18″ N, 1° 46′ 58″ E / 42.321570483786°N,1.7828591330548°E       |                                                      |                          | Modifica les dades a Wikidata |
|        | Mas Ca l'Abascort                        | masia              | Bellver de Cerdanya   |                      |                      | 42° 21′ 55″ N, 1° 48′ 09″ E / 42.365226°N,1.802531°E                    | bé integrant del patrimoni cultural català           |                          | Modifica les dades a Wikidata |
|        | Mas d'en Pons                            | masia              | Bellver de Cerdanya   |                      |                      | 42° 21′ 12″ N, 1° 47′ 03″ E / 42.3532°N,1.78406°E                       | bé integrant del patrimoni cultural català           |                          | Modifica les dades a Wikidata |
|        | Mas de Ca n'Agustí                       | masia              | Bellver de Cerdanya   |                      |                      |                                                                         | bé integrant del patrimoni cultural català           |                          | Modifica les dades a Wikidata |
|        | Mas del Ponç                             | masia              | Bellver de Cerdanya   |                      |                      | 42° 21′ 13″ N, 1° 47′ 38″ E / 42.353503243255°N,1.79381833997563°E      |                                                      |                          | Modifica les dades a Wikidata |
|        | Mas dels Torrents                        | masia              | Bellver de Cerdanya   |                      |                      | 42° 21′ 24″ N, 1° 44′ 03″ E / 42.3568052919375°N,1.73422036067292°E     |                                                      |                          | Modifica les dades a Wikidata |
|        | Mas Martí                                | masia              | Bellver de Cerdanya   |                      |                      | 42° 21′ 12″ N, 1° 48′ 19″ E / 42.353313°N,1.80528°E                     | bé integrant del patrimoni cultural català           |                          | Modifica les dades a Wikidata |
|        | Mas Misserpí                             | masia              | Bellver de Cerdanya   |                      |                      | 42° 20′ 57″ N, 1° 46′ 50″ E / 42.3490661268312°N,1.7804630443632°E      |                                                      |                          | Modifica les dades a Wikidata |
|        | Misserpí                                 | masia              | Bellver de Cerdanya   |                      |                      | 42° 21′ 02″ N, 1° 46′ 54″ E / 42.3504575595636°N,1.78173526364635°E     |                                                      |                          | Modifica les dades a Wikidata |
|        | Torre de Cadell                          | masia casa forta   | Bellver de Cerdanya   | 1063                 |                      | 42° 21′ 17″ N, 1° 47′ 59″ E / 42.354816°N,1.799644°E                    | bé d'interès cultural bé cultural d'interès nacional | Torre de Cadell          | Modifica les dades a Wikidata |
|        | la Farga                                 | masia              | Bolvir                |                      |                      | 42° 24′ 06″ N, 1° 53′ 40″ E / 42.4015928758621°N,1.8945666215361°E      |                                                      |                          | Modifica les dades a Wikidata |
|        | la Molina de Bolvir                      | masia              | Bolvir                |                      |                      | 42° 24′ 19″ N, 1° 52′ 38″ E / 42.405387357272°N,1.8772392770826°E       |                                                      |                          | Modifica les dades a Wikidata |
|        | Mas Aransó                               | masia              | Bolvir                |                      |                      | 42° 25′ 18″ N, 1° 53′ 35″ E / 42.4216976601472°N,1.89308305612104°E     |                                                      |                          | Modifica les dades a Wikidata |
|        | Mas Arbó                                 | masia              | Bolvir                |                      |                      | 42° 24′ 12″ N, 1° 54′ 18″ E / 42.4034052685261°N,1.90511881989291°E     |                                                      |                          | Modifica les dades a Wikidata |
|        | mas d'Aravó                              | masia              | Bolvir                |                      |                      |                                                                         |                                                      |                          | Modifica les dades a Wikidata |
|        | Mas Sallent                              | masia              | Bolvir                |                      |                      | 42° 25′ 08″ N, 1° 52′ 22″ E / 42.4188598264744°N,1.87265256033337°E     |                                                      |                          | Modifica les dades a Wikidata |
|        | Cal Lleuger de Mosoll                    | masia              | Das                   |                      |                      | 42° 22′ 34″ N, 1° 51′ 58″ E / 42.376171°N,1.866192°E                    |                                                      |                          | Modifica les dades a Wikidata |
|        | Cal Cornet                               | masia              | Das                   |                      |                      | 42° 22′ 30″ N, 1° 51′ 59″ E / 42.3748841204813°N,1.86626118164089°E     |                                                      |                          | Modifica les dades a Wikidata |
|        | Cal Francesc                             | masia              | Das                   |                      |                      | 42° 22′ 25″ N, 1° 51′ 57″ E / 42.3736203939686°N,1.86596812265688°E     |                                                      |                          | Modifica les dades a Wikidata |
|        | Cal Gintó                                | masia              | Das                   |                      |                      | 42° 22′ 22″ N, 1° 51′ 53″ E / 42.3728696606414°N,1.86473062632916°E     |                                                      |                          | Modifica les dades a Wikidata |
|        | Cal Lleuger                              | masia              | Das                   |                      |                      | 42° 22′ 35″ N, 1° 52′ 00″ E / 42.3762567382986°N,1.86663731766855°E     |                                                      |                          | Modifica les dades a Wikidata |
|        | Cal Pelràs                               | masia              | Das                   |                      |                      | 42° 21′ 42″ N, 1° 52′ 00″ E / 42.3617399721586°N,1.86671613261321°E     |                                                      |                          | Modifica les dades a Wikidata |
|        | Mas del Ros                              | masia              | Das                   |                      |                      | 42° 21′ 28″ N, 1° 51′ 34″ E / 42.3576962214721°N,1.85944244505549°E     |                                                      |                          | Modifica les dades a Wikidata |
|        | Torre de Mas del Ros                     | masia              | Das                   |                      |                      | 42° 21′ 29″ N, 1° 51′ 41″ E / 42.3580406505056°N,1.86147620737486°E     |                                                      |                          | Modifica les dades a Wikidata |
|        | Mas d'Amunt                              | masia              | Fontanals de Cerdanya |                      |                      | 42° 23′ 24″ N, 1° 56′ 14″ E / 42.3900808757658°N,1.93715654693171°E     |                                                      |                          | Modifica les dades a Wikidata |
|        | Mas de l'Escloper                        | masia              | Fontanals de Cerdanya |                      |                      | 42° 22′ 57″ N, 1° 54′ 24″ E / 42.3825796307886°N,1.90658620216147°E     |                                                      |                          | Modifica les dades a Wikidata |
|        | Mas de Santes Creus                      | masia              | Fontanals de Cerdanya |                      |                      | 42° 22′ 49″ N, 1° 52′ 30″ E / 42.3803748853394°N,1.87511482040266°E     |                                                      |                          | Modifica les dades a Wikidata |
|        | Mas del Fuster                           | masia              | Fontanals de Cerdanya |                      |                      | 42° 21′ 27″ N, 1° 56′ 54″ E / 42.3575915455756°N,1.94834132440092°E     |                                                      |                          | Modifica les dades a Wikidata |
|        | Mas Montagut                             | masia              | Fontanals de Cerdanya |                      |                      | 42° 24′ 18″ N, 1° 56′ 17″ E / 42.405°N,1.93813°E                        | bé integrant del patrimoni cultural català           |                          | Modifica les dades a Wikidata |
|        | Mas Soriguera                            | masia              | Fontanals de Cerdanya | 1084                 |                      | 42° 23′ 46″ N, 1° 53′ 21″ E / 42.3962°N,1.88906°E                       | bé integrant del patrimoni cultural català           | Mas Soriguera            | Modifica les dades a Wikidata |
|        | Vila Asens                               | masia              | Fontanals de Cerdanya |                      |                      | 42° 22′ 59″ N, 1° 53′ 03″ E / 42.3829571653308°N,1.88408225158073°E     |                                                      |                          | Modifica les dades a Wikidata |
|        | Cal Rufiandis                            | masia              | Ger                   |                      |                      | 42° 24′ 30″ N, 1° 50′ 43″ E / 42.4083924558856°N,1.84525381697488°E     |                                                      |                          | Modifica les dades a Wikidata |
|        | el Coforn                                | masia              | Ger                   |                      |                      | 42° 26′ 05″ N, 1° 50′ 23″ E / 42.4347069412908°N,1.83984695912578°E     |                                                      |                          | Modifica les dades a Wikidata |
|        | Cal Frai                                 | masia              | Guils de Cerdanya     |                      |                      | 42° 25′ 51″ N, 1° 54′ 35″ E / 42.4309263658671°N,1.90975795648311°E     |                                                      |                          | Modifica les dades a Wikidata |
|        | Cal Maurell                              | masia              | Guils de Cerdanya     |                      |                      | 42° 25′ 54″ N, 1° 54′ 51″ E / 42.431705801535°N,1.91407235382138°E      |                                                      |                          | Modifica les dades a Wikidata |
|        | Cal Montellà                             | masia              | Guils de Cerdanya     |                      |                      | 42° 25′ 50″ N, 1° 54′ 41″ E / 42.4306077619036°N,1.91129523923541°E     |                                                      |                          | Modifica les dades a Wikidata |
|        | Cal Vaca                                 | masia              | Guils de Cerdanya     |                      |                      | 42° 25′ 56″ N, 1° 55′ 02″ E / 42.432346848773°N,1.91710057833873°E      |                                                      |                          | Modifica les dades a Wikidata |
|        | Mas del Soler                            | masia              | Guils de Cerdanya     |                      |                      | 42° 25′ 32″ N, 1° 54′ 56″ E / 42.4255683577211°N,1.91550328511299°E     |                                                      |                          | Modifica les dades a Wikidata |
|        | Torre del Mates                          | masia              | Guils de Cerdanya     |                      |                      | 42° 25′ 17″ N, 1° 54′ 26″ E / 42.4214470218379°N,1.90732103542539°E     |                                                      |                          | Modifica les dades a Wikidata |
|        | Mas Meia                                 | masia              | Isòvol                |                      |                      | 42° 23′ 23″ N, 1° 49′ 53″ E / 42.389697°N,1.831332°E                    |                                                      |                          | Modifica les dades a Wikidata |
|        | Mas Ravetllat                            | masia              | Isòvol                |                      |                      | 42° 23′ 45″ N, 1° 49′ 25″ E / 42.3957°N,1.82365°E                       | bé cultural d'interès local                          |                          | Modifica les dades a Wikidata |
|        | Mas Vitarrí                              | masia              | Isòvol                |                      |                      | 42° 23′ 14″ N, 1° 49′ 43″ E / 42.3870965793804°N,1.82868508579819°E     |                                                      |                          | Modifica les dades a Wikidata |
|        | Cal Comell                               | masia              | Lles de Cerdanya      |                      |                      | 42° 24′ 39″ N, 1° 39′ 49″ E / 42.4107419387551°N,1.66365811129971°E     |                                                      |                          | Modifica les dades a Wikidata |
|        | Cal Diligent                             | masia              | Lles de Cerdanya      |                      |                      | 42° 26′ 22″ N, 1° 42′ 00″ E / 42.4393111483696°N,1.69992759608176°E     |                                                      |                          | Modifica les dades a Wikidata |
|        | Cal Frare                                | masia              | Lles de Cerdanya      |                      |                      | 42° 24′ 41″ N, 1° 40′ 57″ E / 42.4112937907213°N,1.68254431010778°E     |                                                      |                          | Modifica les dades a Wikidata |
|        | Cal Gasconet                             | masia              | Lles de Cerdanya      |                      |                      | 42° 26′ 06″ N, 1° 42′ 02″ E / 42.434978415552°N,1.7006372050029°E       |                                                      |                          | Modifica les dades a Wikidata |
|        | Cal Jan de la Llosa                      | masia              | Lles de Cerdanya      |                      |                      | 42° 26′ 23″ N, 1° 42′ 01″ E / 42.4395849804202°N,1.70025021339608°E     |                                                      |                          | Modifica les dades a Wikidata |
|        | Cal Mateu                                | masia              | Lles de Cerdanya      |                      |                      | 42° 23′ 04″ N, 1° 41′ 35″ E / 42.384522149505°N,1.6929651302639°E       |                                                      |                          | Modifica les dades a Wikidata |
|        | Cal Mic                                  | masia              | Lles de Cerdanya      |                      |                      | 42° 21′ 40″ N, 1° 41′ 18″ E / 42.361135119904°N,1.68837733471621°E      |                                                      |                          | Modifica les dades a Wikidata |
|        | Cal Perantoni                            | masia              | Lles de Cerdanya      |                      |                      | 42° 23′ 25″ N, 1° 41′ 15″ E / 42.390186°N,1.687492°E                    | bé integrant del patrimoni cultural català           |                          | Modifica les dades a Wikidata |
|        | Can Gran                                 | masia              | Lles de Cerdanya      |                      |                      | 42° 23′ 14″ N, 1° 41′ 42″ E / 42.3871743515946°N,1.69497853626948°E     |                                                      |                          | Modifica les dades a Wikidata |
|        | Casa Solana                              | masia              | Lles de Cerdanya      |                      |                      | 42° 23′ 27″ N, 1° 39′ 36″ E / 42.3908142505454°N,1.65998675888031°E     |                                                      |                          | Modifica les dades a Wikidata |
|        | Cortal del Mateuet                       | masia              | Lles de Cerdanya      |                      |                      | 42° 25′ 12″ N, 1° 40′ 06″ E / 42.4200713342319°N,1.6682489384153°E      |                                                      |                          | Modifica les dades a Wikidata |
|        | el Fornell                               | masia              | Lles de Cerdanya      |                      |                      | 42° 25′ 14″ N, 1° 38′ 22″ E / 42.4204179290014°N,1.63948345357941°E     |                                                      |                          | Modifica les dades a Wikidata |
|        | la Barrota                               | masia              | Lles de Cerdanya      |                      |                      | 42° 21′ 43″ N, 1° 41′ 30″ E / 42.3618852587861°N,1.69176190330389°E     |                                                      |                          | Modifica les dades a Wikidata |
|        | la Borda                                 | masia              | Lles de Cerdanya      |                      |                      | 42° 21′ 41″ N, 1° 41′ 15″ E / 42.3614686471284°N,1.68761750611951°E     |                                                      |                          | Modifica les dades a Wikidata |
|        | la Casot                                 | masia              | Lles de Cerdanya      |                      |                      | 42° 23′ 14″ N, 1° 41′ 49″ E / 42.387267246097°N,1.69681101606709°E      |                                                      |                          | Modifica les dades a Wikidata |
|        | les Granges                              | masia              | Lles de Cerdanya      |                      |                      | 42° 22′ 14″ N, 1° 40′ 57″ E / 42.3705971486089°N,1.68260583231764°E     |                                                      |                          | Modifica les dades a Wikidata |
|        | Mas Barnola                              | masia              | Lles de Cerdanya      |                      |                      | 42° 24′ 07″ N, 1° 41′ 22″ E / 42.401819°N,1.689492°E                    | bé integrant del patrimoni cultural català           | Mas Barnola              | Modifica les dades a Wikidata |
|        | Mig Vi                                   | masia              | Lles de Cerdanya      |                      |                      | 42° 22′ 03″ N, 1° 40′ 56″ E / 42.3674581389866°N,1.6821735077692°E      |                                                      |                          | Modifica les dades a Wikidata |
|        | Senillers                                | masia              | Lles de Cerdanya      |                      |                      | 42° 22′ 15″ N, 1° 40′ 54″ E / 42.3709381028039°N,1.68171210525982°E     |                                                      |                          | Modifica les dades a Wikidata |
|        | Xalet del Gai                            | masia              | Lles de Cerdanya      |                      |                      | 42° 24′ 46″ N, 1° 39′ 42″ E / 42.4127617880689°N,1.6615613209938°E      |                                                      |                          | Modifica les dades a Wikidata |
|        | Ca l'Abellanet                           | masia              | Llívia                |                      |                      | 42° 27′ 59″ N, 1° 58′ 50″ E / 42.46648°N,1.980584°E                     |                                                      |                          | Modifica les dades a Wikidata |
|        | Cal Marcos                               | masia              | Llívia                |                      |                      | 42° 27′ 24″ N, 2° 00′ 10″ E / 42.4566840769944°N,2.00283615398105°E     |                                                      |                          | Modifica les dades a Wikidata |
|        | Casa Barrier                             | masia              | Llívia                |                      |                      | 42° 27′ 43″ N, 1° 58′ 23″ E / 42.4618690476599°N,1.97299124442153°E     |                                                      |                          | Modifica les dades a Wikidata |
|        | Mas Carbonell de Gorguja                 | masia              | Llívia                | 1244                 |                      | 42° 27′ 27″ N, 2° 00′ 05″ E / 42.4575°N,2.00139°E                       | bé integrant del patrimoni cultural català           | Mas Carbonell de Gorguja | Modifica les dades a Wikidata |
|        | Mas Jonquer                              | masia              | Llívia                |                      |                      | 42° 27′ 10″ N, 1° 59′ 20″ E / 42.4526455444345°N,1.98902438518071°E     |                                                      |                          | Modifica les dades a Wikidata |
|        | Mas Travis                               | masia              | Llívia                |                      |                      |                                                                         | bé integrant del patrimoni cultural català           |                          | Modifica les dades a Wikidata |
|        | Ca l'Isern                               | masia              | Montellà i Martinet   |                      |                      | 42° 20′ 00″ N, 1° 40′ 07″ E / 42.3331964579012°N,1.66863917832242°E     |                                                      |                          | Modifica les dades a Wikidata |
|        | Ca la Font                               | masia              | Montellà i Martinet   |                      |                      | 42° 19′ 08″ N, 1° 39′ 42″ E / 42.3188305449189°N,1.66155178516522°E     |                                                      |                          | Modifica les dades a Wikidata |
|        | Cal Bordanova                            | masia              | Montellà i Martinet   |                      |                      | 42° 20′ 38″ N, 1° 42′ 15″ E / 42.3438439365356°N,1.70422751403903°E     |                                                      |                          | Modifica les dades a Wikidata |
|        | Cal Cepat                                | masia              | Montellà i Martinet   |                      |                      | 42° 20′ 42″ N, 1° 42′ 51″ E / 42.3450892536924°N,1.71404767953245°E     |                                                      |                          | Modifica les dades a Wikidata |
|        | Cal Francesó                             | masia              | Montellà i Martinet   |                      |                      | 42° 19′ 52″ N, 1° 40′ 14″ E / 42.3310744158483°N,1.67048029441423°E     |                                                      |                          | Modifica les dades a Wikidata |
|        | Cal Gasc                                 | masia              | Montellà i Martinet   |                      |                      | 42° 19′ 57″ N, 1° 40′ 17″ E / 42.3325423029198°N,1.67125047007325°E     |                                                      |                          | Modifica les dades a Wikidata |
|        | Cal Gombau                               | masia              | Montellà i Martinet   |                      |                      | 42° 19′ 51″ N, 1° 40′ 12″ E / 42.3308874447585°N,1.66988949524301°E     |                                                      |                          | Modifica les dades a Wikidata |
|        | Cal Julieta                              | masia              | Montellà i Martinet   |                      |                      | 42° 21′ 18″ N, 1° 42′ 10″ E / 42.3550317692961°N,1.70285630844284°E     |                                                      |                          | Modifica les dades a Wikidata |
|        | Cal Lloset                               | masia              | Montellà i Martinet   |                      |                      | 42° 21′ 30″ N, 1° 41′ 59″ E / 42.3584624693455°N,1.69962860621727°E     |                                                      |                          | Modifica les dades a Wikidata |
|        | Cal Mandrat                              | masia              | Montellà i Martinet   |                      |                      | 42° 20′ 45″ N, 1° 42′ 09″ E / 42.3457419807377°N,1.70244031622244°E     |                                                      |                          | Modifica les dades a Wikidata |
|        | Cal Martí                                | masia              | Montellà i Martinet   |                      |                      | 42° 19′ 58″ N, 1° 40′ 15″ E / 42.3328892279926°N,1.67087902979381°E     |                                                      |                          | Modifica les dades a Wikidata |
|        | Cal Pallarès                             | masia              | Montellà i Martinet   |                      |                      | 42° 20′ 01″ N, 1° 40′ 28″ E / 42.333634°N,1.674482°E                    | bé integrant del patrimoni cultural català           |                          | Modifica les dades a Wikidata |
|        | Cal Paraire                              | masia              | Montellà i Martinet   |                      |                      | 42° 18′ 40″ N, 1° 43′ 30″ E / 42.3110806177652°N,1.72513887875317°E     |                                                      |                          | Modifica les dades a Wikidata |
|        | Cal Soldat                               | masia              | Montellà i Martinet   |                      |                      | 42° 21′ 02″ N, 1° 43′ 09″ E / 42.3505489114501°N,1.71906000875774°E     |                                                      |                          | Modifica les dades a Wikidata |
|        | el Cabiscol                              | masia              | Montellà i Martinet   |                      |                      | 42° 21′ 24″ N, 1° 40′ 54″ E / 42.3567185982367°N,1.68177869142715°E     |                                                      |                          | Modifica les dades a Wikidata |
|        | Esconsa                                  | masia              | Montellà i Martinet   |                      |                      | 42° 20′ 39″ N, 1° 42′ 52″ E / 42.344238900043°N,1.7144379670826°E       |                                                      |                          | Modifica les dades a Wikidata |
|        | Escàs                                    | masia              | Montellà i Martinet   |                      |                      | 42° 19′ 03″ N, 1° 41′ 21″ E / 42.3175727989053°N,1.68910048988893°E     |                                                      |                          | Modifica les dades a Wikidata |
|        | l'Hostal Nou                             | masia              | Montellà i Martinet   |                      |                      | 42° 21′ 47″ N, 1° 39′ 50″ E / 42.3630213640069°N,1.66377141295161°E     |                                                      |                          | Modifica les dades a Wikidata |
|        | la Molina de Ridolaina                   | masia              | Montellà i Martinet   |                      |                      | 42° 20′ 15″ N, 1° 44′ 08″ E / 42.337516°N,1.735532°E                    | bé integrant del patrimoni cultural català           |                          | Modifica les dades a Wikidata |
|        | les Valls                                | masia              | Montellà i Martinet   |                      |                      | 42° 18′ 52″ N, 1° 41′ 20″ E / 42.3143190950216°N,1.68887680338549°E     |                                                      |                          | Modifica les dades a Wikidata |
|        | Mas Mendrat i capella de Santa Magdalena | masia              | Montellà i Martinet   | 1212                 |                      | 42° 20′ 46″ N, 1° 42′ 08″ E / 42.3460456372393°N,1.70221554286757°E     | bé integrant del patrimoni cultural català           |                          | Modifica les dades a Wikidata |
|        | Perbes                                   | masia              | Montellà i Martinet   |                      |                      | 42° 21′ 01″ N, 1° 40′ 57″ E / 42.35029607964°N,1.68244713711272°E       |                                                      |                          | Modifica les dades a Wikidata |
|        | Ruvíllec                                 | masia              | Montellà i Martinet   |                      |                      | 42° 20′ 58″ N, 1° 41′ 11″ E / 42.349324664646°N,1.6864101425337°E       |                                                      |                          | Modifica les dades a Wikidata |
|        | Sant Bartomeu                            | masia              | Montellà i Martinet   |                      |                      | 42° 20′ 09″ N, 1° 41′ 21″ E / 42.335846934699°N,1.6891183897913°E       |                                                      |                          | Modifica les dades a Wikidata |
|        | Sant Romà                                | masia              | Montellà i Martinet   |                      |                      | 42° 19′ 41″ N, 1° 43′ 36″ E / 42.3279838903113°N,1.72667879814509°E     |                                                      |                          | Modifica les dades a Wikidata |
|        | Santromà                                 | masia              | Montellà i Martinet   |                      |                      | 42° 20′ 36″ N, 1° 42′ 42″ E / 42.3432242599625°N,1.71157273464098°E     |                                                      |                          | Modifica les dades a Wikidata |
|        | Cal Bassó                                | masia              | Prats i Sansor        |                      |                      | 42° 21′ 58″ N, 1° 50′ 21″ E / 42.36621111111111°N,1.839125°E            |                                                      |                          | Modifica les dades a Wikidata |
|        | Cal Xamberg de Prats                     | masia              | Prats i Sansor        |                      |                      | 42° 21′ 53″ N, 1° 50′ 08″ E / 42.36467°N,1.835513°E                     |                                                      |                          | Modifica les dades a Wikidata |
|        | Ambret                                   | masia              | Prullans              |                      |                      | 42° 24′ 00″ N, 1° 42′ 04″ E / 42.399924971137°N,1.701150937229°E        |                                                      |                          | Modifica les dades a Wikidata |
|        | Ca l'Auren                               | masia              | Prullans              |                      |                      | 42° 23′ 29″ N, 1° 44′ 48″ E / 42.391293°N,1.746611°E                    | bé integrant del patrimoni cultural català           |                          | Modifica les dades a Wikidata |
|        | la Bastida                               | masia fortificació | Prullans              | 1662                 |                      | 42° 24′ 13″ N, 1° 43′ 46″ E / 42.403721°N,1.729418°E                    | bé d'interès cultural bé cultural d'interès nacional | La Bastida (Prullans)    | Modifica les dades a Wikidata |
|        | Mas de Sant Jaume                        | masia              | Puigcerdà             |                      |                      | 42° 26′ 48″ N, 1° 56′ 17″ E / 42.446602°N,1.938188°E                    |                                                      |                          | Modifica les dades a Wikidata |
|        | Age                                      | masia              | Puigcerdà             |                      |                      | 42° 24′ 58″ N, 1° 57′ 01″ E / 42.4162107005374°N,1.95026715075891°E     |                                                      |                          | Modifica les dades a Wikidata |
|        | Ca l'Aguilar                             | masia              | Puigcerdà             |                      |                      | 42° 26′ 08″ N, 1° 56′ 15″ E / 42.4355088610423°N,1.9374104222881°E      |                                                      |                          | Modifica les dades a Wikidata |
|        | Ca l'Arsènio                             | masia              | Puigcerdà             |                      |                      | 42° 25′ 34″ N, 1° 55′ 32″ E / 42.425994°N,1.925432°E                    |                                                      |                          | Modifica les dades a Wikidata |
|        | Cal Paraires                             | masia              | Puigcerdà             |                      |                      | 42° 25′ 36″ N, 1° 55′ 34″ E / 42.4266319570516°N,1.92612150741351°E     |                                                      |                          | Modifica les dades a Wikidata |
|        | Cal Rosset                               | masia              | Puigcerdà             |                      |                      | 42° 23′ 59″ N, 1° 57′ 07″ E / 42.3997733525051°N,1.95206006792471°E     |                                                      |                          | Modifica les dades a Wikidata |
|        | la Farinera                              | masia              | Puigcerdà             |                      |                      | 42° 26′ 20″ N, 1° 54′ 58″ E / 42.4390095480552°N,1.91597669750877°E     |                                                      |                          | Modifica les dades a Wikidata |
|        | la Fleca Vella                           | masia              | Puigcerdà             |                      |                      | 42° 26′ 40″ N, 1° 54′ 51″ E / 42.444468558093°N,1.9142357187009°E       |                                                      |                          | Modifica les dades a Wikidata |
|        | la Granota                               | masia              | Puigcerdà             |                      |                      | 42° 25′ 22″ N, 1° 56′ 09″ E / 42.4227512315689°N,1.93586337784009°E     |                                                      |                          | Modifica les dades a Wikidata |
|        | la Pedragosa                             | masia              | Puigcerdà             |                      |                      | 42° 25′ 46″ N, 1° 56′ 11″ E / 42.42936640212°N,1.9363780979309°E        |                                                      |                          | Modifica les dades a Wikidata |
|        | Mas Bertranet                            | masia              | Puigcerdà             |                      |                      | 42° 24′ 18″ N, 1° 56′ 53″ E / 42.4048977778805°N,1.9481347846187°E      |                                                      |                          | Modifica les dades a Wikidata |
|        | Mas Bombardó                             | masia              | Puigcerdà             |                      |                      | 42° 25′ 35″ N, 1° 55′ 29″ E / 42.426483103087°N,1.92465316769367°E      |                                                      |                          | Modifica les dades a Wikidata |
|        | Mas d'Amoretes                           | masia              | Puigcerdà             |                      |                      | 42° 26′ 27″ N, 1° 54′ 56″ E / 42.440878361253°N,1.9155135858144°E       |                                                      |                          | Modifica les dades a Wikidata |
|        | Mas d'en Bordes                          | masia              | Puigcerdà             |                      |                      | 42° 26′ 51″ N, 1° 55′ 21″ E / 42.4474023203774°N,1.92259299229595°E     |                                                      |                          | Modifica les dades a Wikidata |
|        | Mas d'en Candi                           | masia              | Puigcerdà             |                      |                      | 42° 24′ 58″ N, 1° 55′ 46″ E / 42.4161344353358°N,1.92936346761715°E     |                                                      |                          | Modifica les dades a Wikidata |
|        | Mas d'en Cot                             | masia              | Puigcerdà             |                      |                      | 42° 24′ 52″ N, 1° 55′ 06″ E / 42.4144460664154°N,1.91835661849615°E     |                                                      |                          | Modifica les dades a Wikidata |
|        | Mas de Sant Marc                         | masia              | Puigcerdà             |                      |                      | 42° 24′ 58″ N, 1° 55′ 44″ E / 42.41623°N,1.92889°E                      | bé cultural d'interès local                          |                          | Modifica les dades a Wikidata |
|        | Mas dels Estornells                      | masia              | Puigcerdà             |                      |                      | 42° 26′ 25″ N, 1° 56′ 10″ E / 42.440171613447°N,1.9361953457623°E       |                                                      |                          | Modifica les dades a Wikidata |
|        | Mas Florença                             | masia              | Puigcerdà             |                      |                      | 42° 25′ 17″ N, 1° 56′ 10″ E / 42.421365°N,1.936233°E                    | bé cultural d'interès local                          |                          | Modifica les dades a Wikidata |
|        | Mas Gelabert                             | masia              | Puigcerdà             |                      |                      | 42° 27′ 11″ N, 1° 55′ 53″ E / 42.453176°N,1.93142°E                     | bé integrant del patrimoni cultural català           |                          | Modifica les dades a Wikidata |
|        | Mas Mallol                               | masia              | Puigcerdà             |                      |                      | 42° 25′ 29″ N, 1° 55′ 35″ E / 42.4246897363964°N,1.92644639563626°E     |                                                      |                          | Modifica les dades a Wikidata |
|        | Mas Meia                                 | masia              | Puigcerdà             | 1120                 |                      | 42° 24′ 54″ N, 1° 54′ 58″ E / 42.414984°N,1.916163°E                    |                                                      |                          | Modifica les dades a Wikidata |
|        | Mas Pallarès                             | masia              | Puigcerdà             |                      |                      | 42° 25′ 55″ N, 1° 56′ 13″ E / 42.4318655474376°N,1.9368762753283°E      |                                                      |                          | Modifica les dades a Wikidata |
|        | Mas Pedrinyà                             | masia              | Puigcerdà             |                      |                      | 42° 26′ 35″ N, 1° 56′ 26″ E / 42.4430677339254°N,1.94065079843326°E     |                                                      |                          | Modifica les dades a Wikidata |
|        | Mas Po                                   | masia              | Puigcerdà             |                      |                      | 42° 26′ 34″ N, 1° 56′ 17″ E / 42.4426658103919°N,1.93809198484231°E     |                                                      |                          | Modifica les dades a Wikidata |
|        | Mas Prat                                 | masia              | Puigcerdà             |                      |                      | 42° 24′ 47″ N, 1° 55′ 27″ E / 42.4131599837174°N,1.92428530296868°E     |                                                      |                          | Modifica les dades a Wikidata |
|        | Mas Saló                                 | masia              | Puigcerdà             |                      |                      | 42° 25′ 19″ N, 1° 55′ 26″ E / 42.4219372389188°N,1.92391646558685°E     |                                                      |                          | Modifica les dades a Wikidata |
|        | Molí del Pont                            | masia              | Puigcerdà             |                      |                      | 42° 26′ 05″ N, 1° 55′ 05″ E / 42.4348324646589°N,1.91805470887446°E     |                                                      |                          | Modifica les dades a Wikidata |
|        | Rigolisa                                 | masia              | Puigcerdà             |                      |                      | 42° 26′ 47″ N, 1° 56′ 19″ E / 42.4464700669058°N,1.93850196502593°E     |                                                      |                          | Modifica les dades a Wikidata |
|        | Torre Güi                                | masia              | Puigcerdà             |                      |                      | 42° 26′ 12″ N, 1° 55′ 59″ E / 42.4365668598188°N,1.93302782750782°E     |                                                      |                          | Modifica les dades a Wikidata |
|        | Barraca de Riumajor                      | masia              | Riu de Cerdanya       |                      |                      | 42° 19′ 18″ N, 1° 49′ 25″ E / 42.3217980200119°N,1.82374430775832°E     |                                                      |                          | Modifica les dades a Wikidata |
|        | Barraca de Sançamorta                    | masia              | Riu de Cerdanya       |                      |                      | 42° 18′ 55″ N, 1° 49′ 36″ E / 42.3151895973365°N,1.82657339794733°E     |                                                      |                          | Modifica les dades a Wikidata |
|        | Pla Gran                                 | masia              | Urús                  |                      |                      | 42° 20′ 05″ N, 1° 52′ 39″ E / 42.3346121426425°N,1.87750878883337°E     |                                                      |                          | Modifica les dades a Wikidata |
|        | Torre d'Urús                             | masia              | Urús                  |                      |                      | 42° 20′ 48″ N, 1° 50′ 43″ E / 42.346629021342°N,1.84515880578858°E      |                                                      |                          | Modifica les dades a Wikidata |